# Pierre Buyoya
Pierre Buyoya (Rutovu, 24 de noviembre de 1949 - París, 17 de diciembre de 2020) fue un político bantú y militar de Burundi, quién en dos ocasiones fue presidente de Burundi, la primera entre 1987 y 1993, y la segunda entre 1996 y 2003. En ambas ocasiones, llegó al poder a través de golpes de Estado.
De 2012 a 2020 fue alto representante de la Unión Africana para Malí y el Sahel hasta noviembre de 2020 cuando dimitió de su cargo tras ser condenado por el Tribunal Supremo de Burundi por el asesinato del presidente Melchior Ndadaye durante el intento de golpe de Estado de 1993.

## Biografía

### Primeros años y Educación
Pierre Buyoya nació el 24 de noviembre de 1949, en el seno de una humilde familia tutsi. Recibió su educación primaria y parte de la secundaria en su natal Rutovu, mudándose a Bélgica en 1967, en donde finalizó la secundaria y entró a la universidad, en donde se graduó en 1975 de Ciencias Sociales y Militares. Posteriormente ingresa a la Escuela Preparatoria de Blindados de Arlon, en donde permanece durante 6 meses, regresando a su país natal en 1976 para realizar el servicio militar, y convertirse en comandante de escuadrón de las Fuerzas Armadas de Burundi.

### Carrera militar
Entre 1976 y 1977, recibió clases de capacitación en la Escuela del Estado Mayor del Arma de Caballería del Ejército Francés en Saumur, Francia, y entre 1980 y 1982, realizó un curso en la Escuela de Guerra de Hamburgo, República Federal de Alemania. Durante ese período era comandante del batallón blindado de Gitega, y desde septiembre de 1984, ejerce como jefe de operaciones del Estado Mayor del Ejército. En 1986, es ascendido a mayor, luego de realizar cursos en la Real Academia Militar Belga de Bruselas.
Mientras iba ascendiendo de rango, Buyoya se iba haciendo cada vez más famoso dentro del ejército burundés, por lo que fue nombrado miembro del Comité Central de la Unión para el Progreso Nacional (UPRONA), y que a pesar de que Buyoya no ostentaba ningún cargo político, era considerado como uno de los hombres fuertes del régimen de Jean-Baptiste Bagaza, quién era Presidente de la Segunda República de Burundi.

### Primera presidencia de Burundi (1987-1993)

#### Golpe de Estado
El 3 de septiembre de 1987, mientras Bagaza estaba en la cumbre de Francofonía en Quebec, Canadá, Buyoya aprovechó su ausencia en el país para encabezar un golpe de Estado, y quedó en calidad de presidente del Comité Nacional para la Salvación Nacional (CMNS), y el 9 de septiembre de ese año, fue nombrado Presidente de la República y Jefe de gobierno, al mismo tiempo que ostentaba el cargo de Ministro de Defensa. Al asumir el cargo de Presidente, Buyoya acusó a Bagaza de corrupción y de cometer crímenes de lesa humanidad; también se cree que la Iglesia Católica de Burundi tuvo un fuerte participación en el golpe, debido a que mantenían una relación inestable con Bagaza. Posteriormente Buyoya restablece mejores relaciones entre el Estado y la Iglesia Católica.

#### Conflicto entre hutus y tutsis
Buyoya proclamó un programa de liberalización y prometió un gobierno que mejorase las relaciones entre los grupos étnicos hutus y tutsis, pero presidió una junta formada mayoritariamente por tutsis, en donde los principales cargos políticos y económicos del país fueron ocupados por los tutsis (quienes representaban el 14% de la población burundesa). La situación condujo a un levantamiento hutu en agosto de 1988, en donde comunidades hutu asesinaron a civiles tutsis, por lo que el Ejército tomó fuertes represalias, que dejaron entre 20 000 y 25 000 fallecidos. En este incidente, se desconoce si fue el mismo Buyoya quién emitió la orden de aplastar la revuelta, o fue por parte de los generales tutsis.
Después de los disturbios y asesinatos, Buyoya nombró una comisión para encontrar una manera de mediar en la situación de violencia, tomando políticas democráticas, de reconciliación entre etnias, mayores oportunidades a la comunidad hutu, y la reintegración de los refugiados en la sociedad burundesa. Esta comisión elaboró una nueva constitución que Buyoya aprobó el 9 de marzo de 1992. El texto constitucional preveía la constitución un gobierno con un presidente y un parlamento sin bases étnicas, y el 19 de octubre de ese año, Buyoya nombra a un Primer ministro hutu, llamado Adrien Sibomana.

#### Elecciones generales y guerra civil
Las primeras elecciones democráticas se celebraron el 1 de junio de 1993, en las que participó Buyoya, pero este obtuvo el 32.3% de los votos, siendo derrotado ante Melchior Ndadaye, candidato del Frente para la Democracia en Burundi (FRODEBU), quién obtuvo el 64.7% de los votos, y cuyas principales promesas radicaban en un gobierno de equilibrio entre hutus y tutsis. Posteriormente, en las elecciones legislativas del 30 de junio, el FRODEBU obtuvo el 72.5% de los votos, quedándose con 65 de los 81 escaños de la Asamblea Nacional. El UPRONA en tanto, obtuvo 16 escaños, y Buyoya tuvo que aceptar su derrota, y el 10 de mayo de 1993, le cedió el cargo presidencial a Ndadaye, en una transición a la democracia.
Sin embargo, las comunidades tutsis rechazaban la autoridad presidencial de Ndadaye, y el 21 de octubre de 1993, estalla un golpe de Estado militar, que acabó con la vida del mandatario y de las máximas autoridades del país, pero no lograron obtener el poder, por lo que se desencadenó una guerra civil. Cerca de 150.000 personas perdieron la vida y 700.000 personas huyeron del país, a raíz de las cruentas masacres interétnicas. Los numerosos intentos de detener el conflicto por vía pacífica, en los que se esforzó Sylvestre Ntibantunganya en un gobierno de coalición, fracasaron. La situación empeoró cuando estalló el genocidio de Ruanda, en la que civiles y militares hutus provocaron el asesinato de casi 1 millón de tutsis, por lo que debilitó la coalición que Burundi mantenía con ese país.
El 25 de julio de 1996 Buyoya regresó al poder mediante otro golpe de Estado, deponiendo a Ntibantunganya, quien era el último de tantos políticos que habían tomado el poder durante el conflicto. La guerra civil se hizo entonces menos intensa pero continua. La comunidad internacional impuso sanciones económicas debido al golpe de Buyoya, pero este formó un gobierno con un Vicepresidente hutu, Domitien Ndayizeye, lo que permitió aliviar el conflicto. Tras un acuerdo, Buyoya entregó el poder en 2003, y el vicepresidente Ndayizeye le sustituyó como Presidente el 30 de abril.

### Alto representante de la Unión Africana para Malí y Sahel (2012)
En 2012 fue nombrado alto representante de la Unión Africana para Malí y Sahel responsabilidad que asumió hasta noviembre de 2020 cuando dimitió tras ser condenado por asesinato al presidente Ndadaye.

### Condena por asesinato del presidente Ndadaye (2018)
Las autoridades burundesas emitieron en 2018 una orden de arresto internacional contra Buyoya, por el asesinato del presidente Melchior Ndadaye durante el intento de golpe de Estado de 1993. En 2020 fue condenado por el Tribunal Supremo a cadena perpetua in absentia. En octubre de 2020 anunció a través de su cuenta en la red social Twitter que apelaría "ante tribunales nacionales e internacionales" contra la sentencia señalando que se  era una violación del acuerdo de paz de Arusha y del derecho de todo ciudadano a un proceso justo a través de su cuenta en la red social Twitter. Afirmó que el veredicto llegó tras "un proceso puramente político" que tildó como "parodia de la justicia".

### Muerte
Murió a los 71 años, el 17 de diciembre de 2020 a causa de la COVID-19. Cuando contrajo el virus estaba en Bamako donde hasta noviembre de 2020 trabajaba en su responsabilidad de mediador de la Unión Africana para Malí y Sahel. Inicialmente fue ingresado en un hospital de la capital maliense, pero una semana después, al empeorar su situación, fue trasladado a París en un avión medicalizado pero no resistió el viaje.